# Marija Lovrić
Marija Lovrić je hrvatska pjesnikinja iz Vojvodine, iz Novog Sada.
Sudionica je susreta hrvatskih pjesnika iz dijaspore u Rešetarima. Pjesme su joj objavljene u zbirkama pjesama literarne sekcije KLD-a "Rešetari" i hrvatskih pjesnika u iseljeništvu sa susreta 2000. Raspleteni snovi, 2008. Uz rub vremena, 2009. Slovom i snom, 2010. Preobrazba zrna, 2011. O zemlji i zanovijeti, 2012. Vez porubljen snom i zavičajem, 2013. Kamen i odmaci, 2014. Između tijela i snova, 2015. Modri otkosi nesanice, 2016. Između kamena i svitanja, 2017. Dalje do Riječi, 2018. Umjesto mojih ruku, 2019. Opet sam ulovio tišinu, 2020. Nebesko valovlje te 2021. Na sunčanome žalu.
Članica je HKUPD “Stanislav Preprek” iz Novog Sada.

## Djela
- Lukava koka: na rubu bajke, Novi Sad, 1998., (ilustracije: Csernik Attila)
- Suncokret: na rubu bajke, Novi Sad, 2003., (ilustracije: Csernik Attila)
- Sončnica: na robu pravljice, Novi Sad, 2005., (ilustracije: Csernik Attila)
- 10 let Društva Slovencev KREDARICA v Novem Sadu, (Albert Kužner---et al.-jedna od koautorica), Novi Sad, 2007.
- Galeb: na rubu bajke, Novi Sad, 2011., (ilustracije: Csernik Attila)
- Čas in ljudje - Slovenci v Novem Sadu, Vrijeme i ljudi - Slovenci u Novom Sadu, Novi Sad, 2013.
- Zvita kura: na robu pravljice, Novi Sad, 2014., (ilustracije: Attila Csernik)
- Galeb: na robu pravljice, Novi Sad, 2020., (ilustracije: Csernik Attila)

## Vanjske poveznice
- DSHV MO DSHV Novi Sad obilježila godišnjicu reosnutka, 5. prosinca 2011.